# Playa Chinchorro
La playa Chinchorro es un balneario chileno de la XV Región de Arica y Parinacota que presenta aguas de temperaturas cálidas que la hacen ideal para la natación y para otros deportes acuáticos, mientras que también permite las caminatas agradables a orillas del mar.
La playa cubre 10 580 metros de costa, a metros del espacio urbano de Arica y a unos minutos del centro de la ciudad.
Además, la playa Chichorro se caracteriza por poseer el atractivo visual de las calderas del buque norteamericano Wateree, que fue arrastrado en el siglo XIX a causa del terremoto y maremoto de Arica de 1868, varado a más de 800 metros tierra adentro.

## Actividades
En la playa Chinchorro, se puede realizar senderismo, excursionismo, observación de aves, natación, buceo recreativo, pesca con mosca, esquí acuático, surf, windsurf, pícnic y fotografía.

## Clima
Desértico con temperaturas homogéneas en la costa. La temperatura máxima promedio es de 27,4 °C y la mínima de 13,2 °C. Las precipitaciones son casi nulas, pero con abundante nubosidad costera, con una máxima promedio de 0,2 mm.

## Servicios
Hotelería, restaurantes, discoteca, pub, transporte, estacionamientos, máquinas de ejercicios gratuitas y juegos infantiles.
- Datos: Q6078345